# 青少年表演藝術聯盟
青少年表演藝術聯盟（簡稱為青藝盟）是中華民國台灣一個以推廣青少年表演藝術為宗旨的非營利組織。

## 簡介
青藝盟前身為創辦人余浩瑋2001年成立的「芝山青文化工作室」，2006年轉型登記立案為「青少年表演藝術聯盟」，專職推廣青少年表演藝術，主要活動為帶領青少年創作、演出舞台劇的方式，鼓勵青少年認識自我、追逐夢想。以共演、競演等方式舉辦「花樣年華青少年戲劇節」，為全台灣最大以高中社團為主的戲劇節。2014年起推動「風箏計畫」在全台各法務、社福、教育等機構成立工作坊，藝術陪伴行動與公演。

## 花樣年華青少年戲劇節
由青藝盟主辦的「花樣年華全國青少年戲劇節」（簡稱「花樣」），原由芝山青文化工作室在2001年開辦。每年約有40個青少年團體報名參加，多為高中戲劇社團，通過初賽的團隊可以於每年七月起，在北中南三區巡迴演出，並由專業表演藝術評審決選出「全國優勝」在內的各項獎項。
「花樣」以陪伴青少年完成自編自導自演的原創舞臺劇為目標，由參賽團隊親手執行劇場幕前幕後演職人員，並到全國巡迴演出。青藝盟並設計完整培訓系統，以八個月期程於全台北中南三地設立基地，開設專業戲劇培訓課程、建立陪伴傳承系統、進行舞臺劇成果演出；引導全臺對戲劇有興趣的青少年，進一步認識劇場專業領域的知識、技術，並鼓勵青少年分享對世界的價值觀點，讓戲劇成為青少年與社會連結、溝通的媒介。

## 演出
- 2001~2020年：舉辦花樣年華全國青少年戲劇節，每屆約40所高中職戲劇社參與，每年七月在全台巡迴演出20場青少年原創舞台劇。
- 2018年11月：演出全台第一部以安置機構、高關懷青少年生活故事為背景的舞台劇《風箏少年》。
- 2018年9月：加演花樣經典重製計畫『韶光夢土』第一部戲劇《迴》  (加演)
- 2018年6月：演出花樣經典重製計畫『韶光夢土』第一部戲劇《迴》  (首演)
- 2008~2017 成立紙袋人軍團，帶領青少年進行街頭快閃、公益募款行動，協助公益組織、弱勢團體募款透過表演藝術結合公益、關懷社會。
- 2015 獲邀擔任Ted x Taipei 講師，於Ted X Taipei『FUN學後』專場演講擔任講師，分享推廣藝術教育16年來的觀察。
- 2014 『風箏計畫-高關懷青少年環島藝術陪伴行動』與陳綢少年家園合作，帶領四位安置少年環島壯遊一百天。走進全台各地安置機構演出五十場。
- 2009~2011年：參與製作淡水國際環境藝術節，擔任環境劇場《西仔反傳說》副導演及主要角色演出，觀眾人數超越2萬人。
- 2010年：舉辦台灣首次國際青少年戲劇節，有馬來西亞與澳門團隊演出。
- 2009~2010年：發表創作演出，愛情三部曲系列：『愛的大逃殺』、『愛情拳擊包』。[6]

## 歷年得獎紀錄
- 2008年：行政院研考會網際營活獎
- 2009年：黑松沙士×雅虎奇摩「台灣熱血天團」-黑松沙士、雅虎奇摩
- 2010年：行政院青輔會青舵獎特殊貢獻獎
- 2013年：國藝會藝文社會企業創新育成扶植團隊
- 2014年：福特六和汽車第一屆Ford百萬資助金逐夢競賽「勇闖我的新世代」
- 2016年：中華民國教育部第三屆藝術教育貢獻獎[7]
- 2021年：台灣永續能源研究基金會第一屆傑出永續青年獎
- 2022年：財團法人公益傳播基金會台灣義行獎

## 紙袋人軍團
「紙袋人軍團」是青藝盟於2008年開始進行的街頭快閃公益活動，結合幫助世界展望會、兒童福利聯盟、勵馨基金會等社福團體募款並推廣「花樣年華青少年戲劇節」等目的，由一群頭上套著「紙袋」的青少年在台北車站、信義商圈、淡水漁人碼頭等鬧區迅速集結，表演一段「快閃舞」吸引路人注意，以進行街頭宣傳和募款。

## 外部連結
- 青少年表演藝術聯盟網站 （页面存档备份，存于）
- 青藝盟粉絲專頁 （页面存档备份，存于）
- 全球華人藝術網：青少年表演藝術聯盟
- 青輔會：99年特殊貢獻獎得獎者
- 邊緣中的全國第一《再見，夏夜的綠光》 （页面存档备份，存于）